# Humphrey Prideaux
Humphrey Prideaux (3 de mayo de 1648 - 1 de noviembre de 1724) fue un eclesiástico y orientalista de Cornualles, decano de Norwich desde 1702. Sus simpatías se inclinaban hacia el bajo eclesiástico en religión y, en política, hacia el whigismo.

## Vida
El tercer hijo de Edmond Prideaux, nació en Padstow, Cornualles, el 3 de mayo de 1648. Su madre era hija de John Moyle.  Después de estudiar en la escuela secundaria Liskeard y en la escuela secundaria Bodmin, fue a la Escuela Westminster con Richard Busby, recomendado por su tío William Morice.  El 11 de diciembre de 1668 se matriculó en Christ Church, Oxford, donde había obtenido una beca.  Se graduó como BA el 22 de junio de 1672, MA el 29 de abril de 1675, BD el 15 de noviembre de 1682, DD el 8 de junio de 1686.  En enero de 1674, Prideaux registró en sus cartas una visita a su casa de William Levett; con Levett vino Lord Cornbury, hijo del conde de Clarendon, el principal mecenas de Levett. En otras cartas, Prideaux mencionó alianzas con Levett en las maniobras políticas en curso en la iglesia.  En la universidad era conocido por su erudición; John Fell lo empleó en 1672 en una edición de Florus.  También trabajó en la edición de Edmund Chilmead de la crónica de John Malalas.
Prideaux obtuvo el patrocinio de Heneage Finch, primer conde de Nottingham, como tutor de su hijo Charles,  y en 1677 obtuvo la rectoría sinecura de Llandewy-Velfrey, Pembrokeshire. En 1679 Finch lo presentó a la rectoría de St Clement, Oxford, que ocupó hasta 1696. También fue nombrado, en 1679, profesor de hebreo de Busby en el Christ Church College. Finch le dio en 1681 una canonjía en Norwich, y Sir Francis North en febrero de 1683 lo presentó a la rectoría de Bladon, Oxfordshire, que incluía la capilla de Woodstock. Conservó su condición de estudiante en Christ Church, donde trabajó como bibliotecario sin salario. 
Prideaux se casó y abandonó Oxford para instalarse en Norwich, antes del nombramiento por parte de Jacobo II (octubre de 1686) de John Massey, un católico romano, como Decano de la Iglesia de Cristo. En 1686 intercambió Bladon por la rectoría de Saham-Toney, Norfolk, que ocupó hasta 1694. Se vio envuelto en controversias con los católicos romanos, especialmente sobre el punto de la validez de las órdenes anglicanas. Como canónigo de Norwich, mejoró las disposiciones financieras del capítulo y puso los registros en orden. En diciembre de 1688 fue nombrado archidiácono de Suffolk por su obispo William Lloyd, cargo que ocupó hasta 1694. Mientras Lloyd se convirtió en un no jurado, Prideaux se esforzó en su visita archidiaconal (ocurrida en mayo de 1689) para asegurar la toma de los juramentos de trescientas parroquias en su arcedianato. Solo tres clérigos se convirtieron en no jurados. En la Convocatoria que se inauguró el 21 de noviembre de 1689, Prideaux abogó por cambios en el Libro de Oración Común, con vistas a la comprensión de los disidentes. Posteriormente corrigió oficialmente una interpretación laxa de la Ley de Tolerancia de 1688, como si eximiera del deber de asistencia al culto público. Gilbert Burnet lo consultó en 1691 sobre una medida para prevenir las pluralidades, y Prideaux redactó un proyecto de ley para tal fin. Richard Kidder lo consultó ese mismo año sobre un proyecto de ley para prevenir los matrimonios clandestinos. 
De 1689 a 1694 Prideaux residió en Saham. En 1691 rechazó la cátedra de hebreo en Oxford que había quedado vacante tras la muerte de Edward Pococke, una decisión que posteriormente lamentó. Saham no benefició su salud y regresó a Norwich. En una carta escrita el 28 de noviembre de 1694 después de recibir la noticia de la muerte de John Tillotson, dijo que no tenía expectativas de progreso futuro. A principios de 1697 fue postulado a la vicaría de Trowse, cerca de Norwich, que ocupó hasta 1709. Sucedió a Henry Fairfax como decano de Norwich y fue instalado el 8 de junio de 1702. Con motivo del traslado a Ely (31 de julio de 1707) de John Moore, Prideaux recomendó el nombramiento de Charles Trimnell, su compañero canónigo, como obispo. 
En 1721 Prideaux donó su colección de libros orientales a Clare Hall, Cambridge. Desde aproximadamente 1709 sufrió gravemente de cálculos renales, lo que le impedió predicar. Una operación para curarlo fue mal realizada; y ataques de reumatismo y parálisis lo debilitaron. Murió el 1 de noviembre de 1724, en el decanato de Norwich, y fue enterrado en la nave de la catedral de Norwich, donde había una lápida en su memoria, con un epitafio compuesto por él mismo. 

## Obras
Entre sus otras obras se encuentra la Vida de Mahoma (1697),  con un tratado polémico contra los deístas.  Su erudición dependía en particular de Pococke.  Fue criticado por George Sale en sus notas a su traducción del Corán.  A su reimpresión del año de publicación le siguieron una tercera y una cuarta edición; y cuatro más entre 1712 y 1718, y otra reimpresión en 1723. 

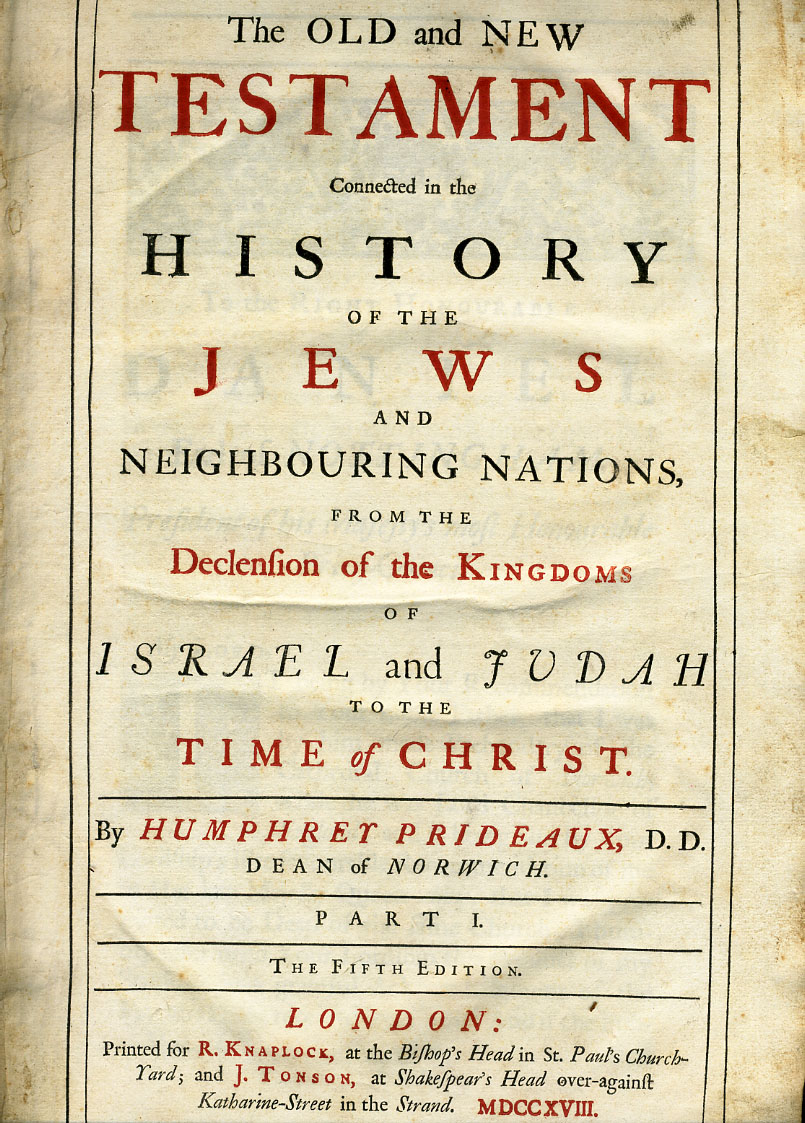
El Antiguo y el Nuevo Testamento conectados, página de título de la quinta edición de 1718.

Una de sus obras más significativas de Prideaux, de la que se publicaron muchas ediciones, es El Antiguo y el Nuevo Testamento conectados en la Historia de los judíos y las naciones vecinas (1715-17) . Para su escritura se basó en James Ussher.  Fue una de las primeras obras inglesas en utilizar el término Era Vulgar,   aunque Kepler utilizó la expresión ya en 1635. El libro cubre el intervalo histórico entre el Antiguo y el Nuevo Testamento, y condujo a una controversia entre Prideaux y su primo, Walter Moyle. Jean Le Clerc escribió un análisis crítico del mismo, que se publicó en inglés en 1722.  La traducción francesa fue hecha por Moses Solanus y Jean-Baptiste Brutel de la Rivière. 
Publicó los siguientes panfletos: La validez de las órdenes de la Iglesia de Inglaterra (1688), Carta a un amigo sobre la presente convocación (1690), El caso de los matrimonios clandestinos expuesto (1691).  Otras obras fueron:

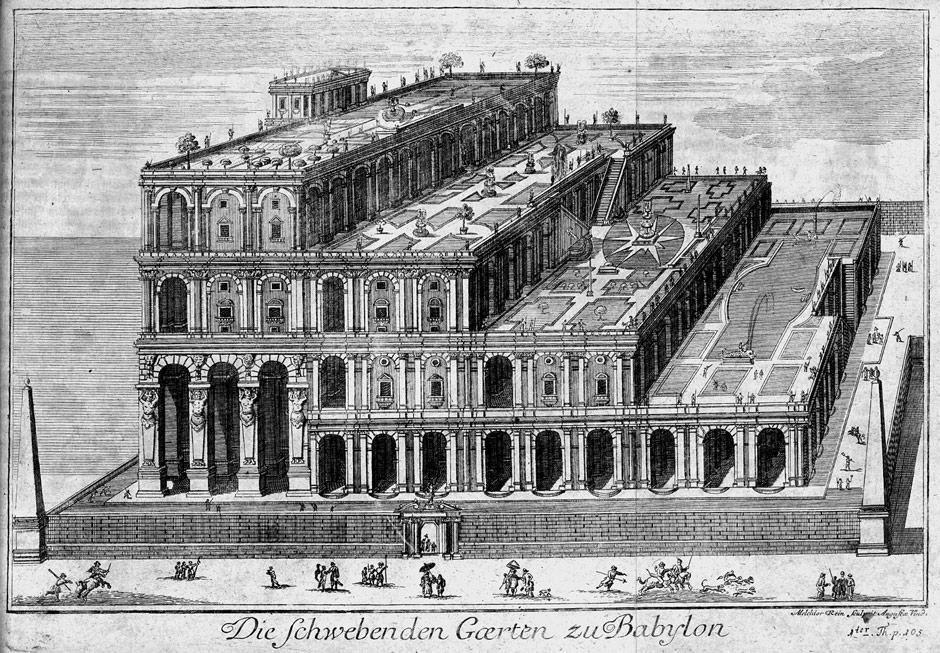
Los Jardines Colgantes de Babilonia, grabado de la edición alemana de 1726 de El Antiguo y el Nuevo Testamento conectados.

- Marmora Oxoniensia, etc. , Oxford, 1676, un catálogo y cronología de los mármoles de Arundel y colecciones relacionadas; los numerosos errores tipográficos se atribuyeron al descuido de Thomas Bennet como corrector de la imprenta. [5] Hubo ediciones posteriores, de Michael Maittaire y Richard Chandler.
- De Jure Pauperis et Peregrini, etc. , Oxford, 1679, (edición del hebreo de Maimónides, con una versión latina y notas).
- Una introducción compendiosa a la lectura... Historias, etc. , Oxford, 1682.
- Indicaciones para los sacristanes, etc. , Norwich, 1701; 7ª edición, 1730.
- El origen y derecho de los diezmos, etc. , Norwich, 1710; reimpreso 1713; 1736.
- Tratados eclesiásticos, etc., 1716. [5]

Sus cartas (1674-1722) a John Ellis fueron editadas para la Camden Society en 1875 por Edward Maunde Thompson. 

## Matrimonio e hijos
El 16 de febrero de 1686 Prideaux se casó con Bridget Bokenham, hija única de Anthony Bokenham de Helmingham, Suffolk, y dejó un hijo: Edmund Prideaux (1693-1745) de Prideaux Place, Padstow, Cornwall, abogado del Middle Temple   y un talentoso artista arquitectónico aficionado.